# Fédération des syndicats d'Afrique du Sud
La Federation of Unions of South Africa (Fedasu) est un syndicat sud-africain affilié à la Confédération syndicale internationale. Elle est la deuxième confédération syndicale, derrière la COSATU.